# 南北線 (台北捷運)
南北線為一條台北捷運終止規畫的路線，由臺北市政府捷運工程局籌劃興建，擬定採用中運量系統，全線為地下路線；由北而南，自臺北市內湖區起，穿越松山區、信義區、大安區、中正區至新北市永和區及中和區。
由於進度屢屢受挫，柯文哲市府為加速改善內湖科技園區交通壅塞問題與推動內科2.0計畫，在2015年終止南北線並重新規劃。原計畫中臺北市北部部分路線名稱沿用南北線舊名「東側南北向線」，稱為「臺北市東側南北向捷運系統」，後整合進環狀線東環段；新北市政府捷運工程局表示將規劃替代路線「中和光復線」來補強雙和地區與臺北市間的捷運服務。

## 歷史

### 可行性研究
- 2007年12月7日、2008年6月13日及10月21日臺北市捷運局三次將走廊研究規劃及財務計畫報告書函送中華民國交通部核轉行政院核定。

- 2012年，中華民國交通部頒訂「大眾捷運系統建設及周邊土地開發計畫申請與審查作業要點」，可行性報告書必須重新依該要點辦理捷運車站周邊地區之都市規劃、土地開發計畫、土地開發效益挹注捷運建設財務之規劃（包含初估稅金增額或其他可貨幣化之外部效益金額、成立基金《運用現有或新成立基金》、專戶之經費來源及運用方式）等工作，據以修正後完成南北線可行性研究報告再行提報審查。另有關土地開發計畫涉及雙北未來都市計畫政策發展，必須另與相關主管單位協商確定納入報告檢討修訂。

- 2012年12月，因機廠原規劃用地內之私地主用地建造執照申請通過，故僅能以公有地範圍進行機廠規劃。使得捷運南北線缺乏提供營運服務之全功能機廠，導致儲車容量不足及缺少測試軌，無法單獨營運，必須與環狀線北環段銜接，利用環狀線北環段之機廠，補足南北線未來營運調度上之需求，故其興建期程須配合捷運環狀線北環段之核定興建期程。

- 2017年3月28日，臺北市政府捷運工程局表示將重新檢討南北線捷運路線沿線之土地使用、工程可行性、產業狀況、社經發展及運輸需求等，辦理臺北市東側南北向捷運系統可行性研究，並將原捷運南北線路線一併納入整體評估規劃，於整合各界意見綜合考量後，再提出最適路線建議方案。[6]

### 環境影響評估
- 2012年12月28日，臺北市政府捷運局與環評顧問簽約，開始展開第二階段環境影響評估部分課題專案研析工作。
- 2014年1月，完成驗收，後續將俟可行性研究經行政院核定後，併綜合規劃報告書辦理後續環評工作。[6]

## 車站
本段指已終止規畫的台北捷運南北線方案。
| 工程代碼 | 車站名稱          |                                       | 交會路線   | 所在地 | 所在地        |
| -------- | ----------------- | ------------------------------------- | ---------- | ------ | ------------- |
| 南北線   |                   |                                       |            |        |               |
| Y44      | 秀朗橋            | Xiulang Bridge                        | 環狀線     | 新北市 | 中和區        |
| Y43      |                   |                                       |            | 新北市 | 永和區        |
| Y42      |                   |                                       |            | 新北市 | 永和區        |
| Y41      | 公館 （台灣大學） | Gongguan (National Taiwan University) | 松山新店線 | 臺北市 | 中正區        |
| Y41      | 公館 （台灣大學） | Gongguan (National Taiwan University) | 松山新店線 | 臺北市 | 大安區        |
| Y40      |                   |                                       |            | 臺北市 |               |
| Y39      | 六張犁            | Liuzhangli                            | 文湖線     | 臺北市 | 大安區 信義區 |
| Y38      |                   |                                       |            | 臺北市 | 大安區 信義區 |
| Y37      | 國父紀念館        | Sun Yat-sen Memorial Hall             | 板南線     | 臺北市 | 大安區 信義區 |
| Y36      |                   |                                       |            | 臺北市 | 松山區        |
| Y35      |                   |                                       |            | 臺北市 | 松山區        |
| Y34      |                   |                                       | 民生汐止線 | 臺北市 | 內湖區        |
| Y33      |                   |                                       |            | 臺北市 | 內湖區        |
| Y32      |                   |                                       |            | 臺北市 | 內湖區        |
| Y31      |                   |                                       |            | 臺北市 | 內湖區        |
| Y30      |                   |                                       |            | 臺北市 | 中山區        |